# Michelle de Valois

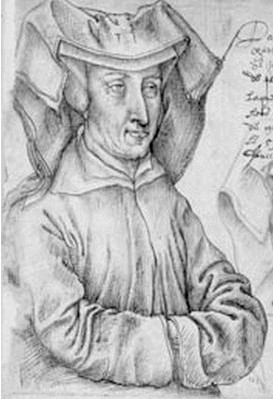
Michelle von Frankreich, Herzogin von Burgund

Michelle de Valois (* 11. Januar 1395 in Paris; † 8. Juli 1422 in Gent), auch Michelle de France genannt, war eine französische Prinzessin aus dem Haus Valois und durch Heirat Herzogin von Burgund.

## Leben
Michelle war eine Tochter des Königs Karl VI. von Frankreich (1380–1422) und dessen Gemahlin Isabeau de Bavière, Tochter des Herzogs Stephan III. von Bayern-Ingolstadt. König Karl VII. von Frankreich (* 1403, 1422–1461) war ihr Bruder. Erste Eheverhandlungen wurden vom Bruder der Königin, Ludwig von Bayern geführt, der für Johann, Sohn des römisch-deutschen Königs Ruprecht, um die Hand von Michelle anhielt, aber abgewiesen wurde.
Im Juni des Jahres 1409 heiratete sie in Paris Graf Philipp von Charolais, der 1419 seinem Vater Johann Ohnefurcht unter dem Namen Philipp III. der Gute als Herzog von Burgund folgte. Gleichzeitig heiratete Michelles Bruder Ludwig, zu jener Zeit der französische Thronfolger, eine Schwester Philipps des Guten. Die Doppelhochzeit war bereits 1404 durch Königin Isabeau und Herzog Johann Ohnefurcht besiegelt worden und sollte das Bündnis zwischen Isabeau und Johann vertiefen. Als Mitgift erhielt Michelle die Städte Péronne, Roye und Montdidier, die auch nach ihrem Tod in burgundischen Besitz blieben.
Auf Wunsch der dortigen Stände siedelte Michelle 1413 mit ihrem Gemahl in die Grafschaft Flandern. Ab 1419 übertrug ihr Philipp als seine Vertreterin die Regierungsgeschäfte in Flandern und Artois. Michelle wurde als sanft beschrieben, sie versuchte mäßigend auf ihre Mutter einzuwirken und wurde von ihrem Mann aufrichtig geliebt. Sie starb erst 27-jährig nach kurzer Krankheit, angeblich von einer italienischen Hofdame im Auftrag Isabeaus vergiftet. Michelle wurde in der St.-Bavo-Kathedrale in Gent bestattet.